# PERFECT SELECTION
『PERFECT SELECTION』（パーフェクト セレクション）は、Luis-Maryの通算2枚目のベスト・アルバム。1997年9月26日発売。発売元は日本クラウン。

## 解説
- 『PERFECT SELECTION』シリーズの1枚目。
- 2枚目のアルバムから4曲、3枚目から4曲、4枚目から5曲が選ばれた。
- 20ページオールカラー豪華ブックレット付き。
- ヴォーカルの灰猫がT.M.Revolutionとして人気を博し、ヒットシングル「HIGH PRESSURE」をリリースした後に発売された。

## 収録曲
1. INSPIRE MOON　　from "DAMAGE" 
  - 作詞:西川貴教／作曲:西川貴教・丸山武久
2. 「-19XX-」　　from "DAMAGE" 
  - 作詞:西川貴教／作曲:西川貴教・丸山武久
3. Misty Misery　　from "DAMAGE" 
  - 作詞:西川貴教／作曲:西川貴教・丸山武久
4. RAINY BLUE　　from "DAMAGE" 
  - 作詞:丸山武久・西川貴教／作曲:丸山武久
5. Heaven　　from "砂漠の雨" 
  - 作詞:西川貴教／作曲:丸山武久
6. La La Me　　from "砂漠の雨" 
  - 作詞:丸山武久・西川貴教／作曲:丸山武久
7. 砂漠の雨　　from "砂漠の雨" 
  - 作詞:西川貴教／作曲:山下善次
8. -mju:-　　from "砂漠の雨" 
  - 作詞:山下善次・西川貴教／作曲:山下善次
9. ROCK'N ROLL OVER　　from "RUSH" 
  - 作詞:西川貴教／作曲:丸山武久
10. 約束の場所へ　　from "RUSH" 
  - 作詞:西川貴教／作曲:山下善次
11. JUNK FOOD　　from "RUSH" 
  - 作詞:西川貴教／作曲:西川貴教
12. EASY MONEY　　from "RUSH" 
  - 作詞:西川貴教／作曲:丸山武久
13. 春夏秋冬　　from "RUSH"
  - 作詞:西川貴教／作曲:丸山武久